# ÍF Hamar (baloncesto)
El Íþróttafélagið Hamar körfubolti (traducido literalmente como Club Deportivo Hamar Baloncesto), conocido normalmente como Hamar o Hamar Hveragerði, es la sección de baloncesto masculino del Íþróttafélagið Hamar. Tiene su sede en la localidad de Hveragerði, Islandia.

### Historia
El Hamar fue fundado en 1992. La temporada de su debut, la 1993-1994 participó en la 2. deild karla, la tercera liga del país. 
Después de tres temporadas en la 2. deild karla, el Hamar ganó la liga en 1997 y ascendió a la segunda categoría, la 1. deild karla. 
En su primera temporada en la 1. deild karla, el equipo terminó quinto. Durante el verano, contrató al exjugador internacional islandés Pétur Ingvarsson como entrenador-jugador que junto al ruso Oleg Krijanovskij llevaron al Hamar a terminar la liga en cuarta posición, clasificándose para los playoffs. En las semifinales, el Hamar derrotó al Þór Þorlákshöfn por 2-1, avanzando a la final donde se enfrentó al ÍR Reykjavík. Después de perder el primer partido por 102–90, el Hamar ganó los dos siguientes para llevarse el título de la división y el ascenso a la Úrvalsdeild karla, la máxima categoría del baloncesto en Islandia.

## Palmarés
- 1. deild karla (Segunda categoría)

Campeones (2): 1999, 2009
- 2. deild karla (Tercera categoría)

Campeones (1): 1997